# 고다연
고다연(1991년 5월 20일 ~ )은 대한민국의 여자 배우이다.

## 학력
- 서울예술대학교 연기과

## 연기 활동

### 드라마
- 최고다 이순신(2013 / KBS2), 미영 역 - 단역.
- 수상한 장모(2019 / SBS), 이경인 역 - 조연.

### 영화
- 짧은 기억 (2010) - 주연.
- 피끓는 청춘(2014) - 마라톤녀 역 - 단역.
- 픽업 아티스트(2014) - 희수친구 파트너 1 역 - 단역.
- 맨홀(2014) - 수철누나 1 역 - 단역.
- 쎄시봉(2015) - 국 역 - 조연.
- 하루(2017) - 통신사 직원 역 - 단역.
- 공간의 끝(2019) - 주연.
- 미션 파서블(2021) - 신기루 간호사 역 - 단역.
- 열아홉(2021) - 한지혜 (소정 같은 반 여학생 1) 역 - 조연.